# Fonz
Fonz è un comune spagnolo di 1 097 abitanti situato nella comunità autonoma dell'Aragona.
Oltre allo spagnolo, a Fonz si parla un particolare dialetto della lingua aragonese chiamato foncese.

## Origini del nome
Fonz prende il suo nome dall'evoluzione linguistica della parola latina fontes data alla zona dall'abbondanza di sorgenti esistenti all'interno dei confini del comune.

## Monumenti e luoghi d'interesse
- La piazza principale di Fonz è stata dichiarata Monumento Histórico Artístico nel 1976. Qui si trova una fontana pubblica in pietra calcarea bianca con sei cannelli, autentico esempio di stile rinascimentale del 1567, su cui figurano i versi in latino: «Fons sine fonte fluens / huius radiantis origo /aethereo nostram / fonte repele sitim» ("Fonte che sgorghi senza fonte, origine di questa sorgente, spegni la nostra sete con la fonte celeste"). La fontana appare nello scudo del comune.[1]
- Palazzo dei Gómez Alba, del XVI secolo.[2]
- Casa Moner, luogo di nascita di don Pedro Cerbuna, fondatore dell'Università di Saragozza.
- Chiesa di Nuestra Señora de la Asunción,  in stile rinascimentale, costruita tra il 1606 e il 1617.[3]

## Galleria d'immagini

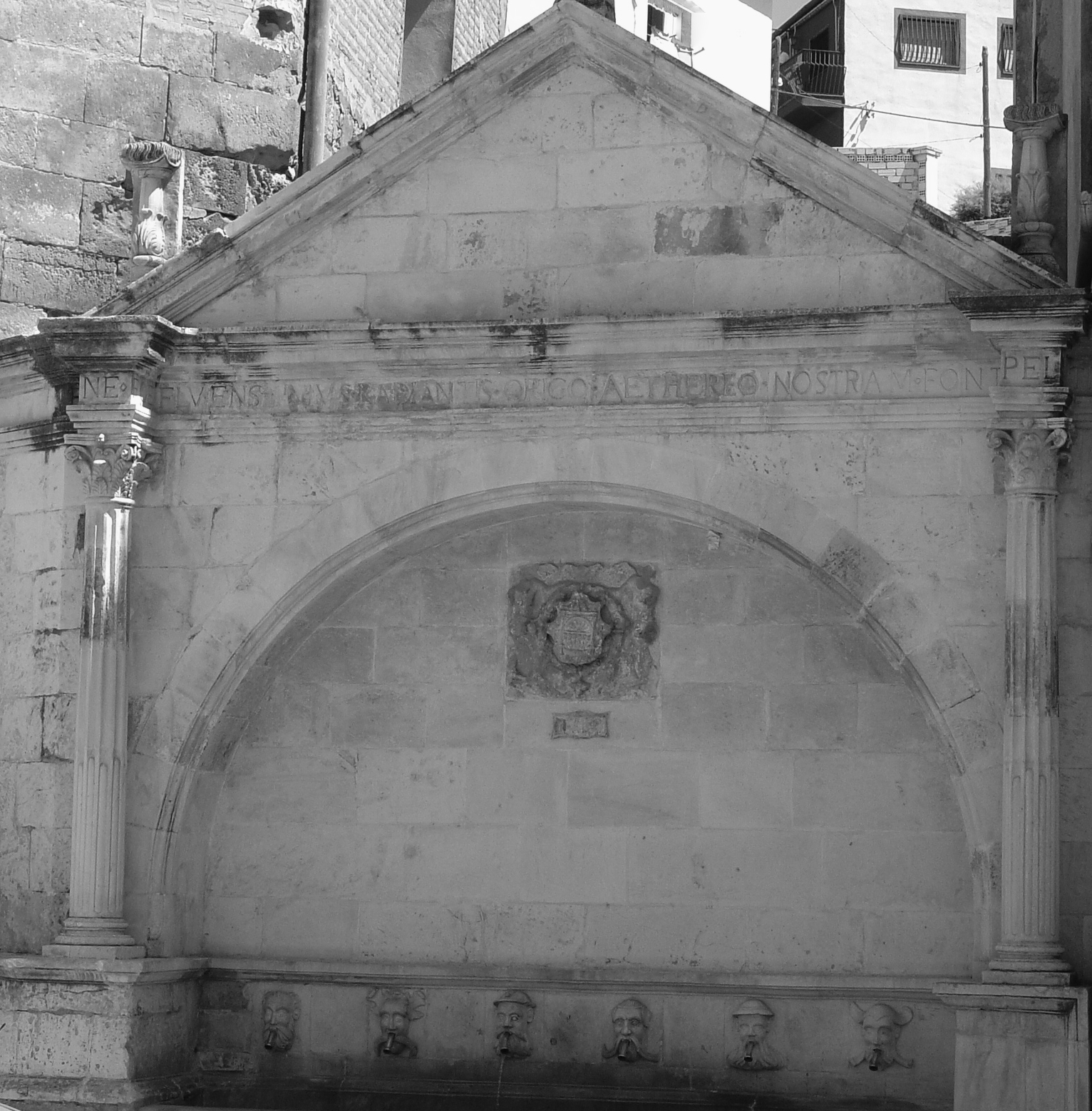
Fontana della piazza di Fonz
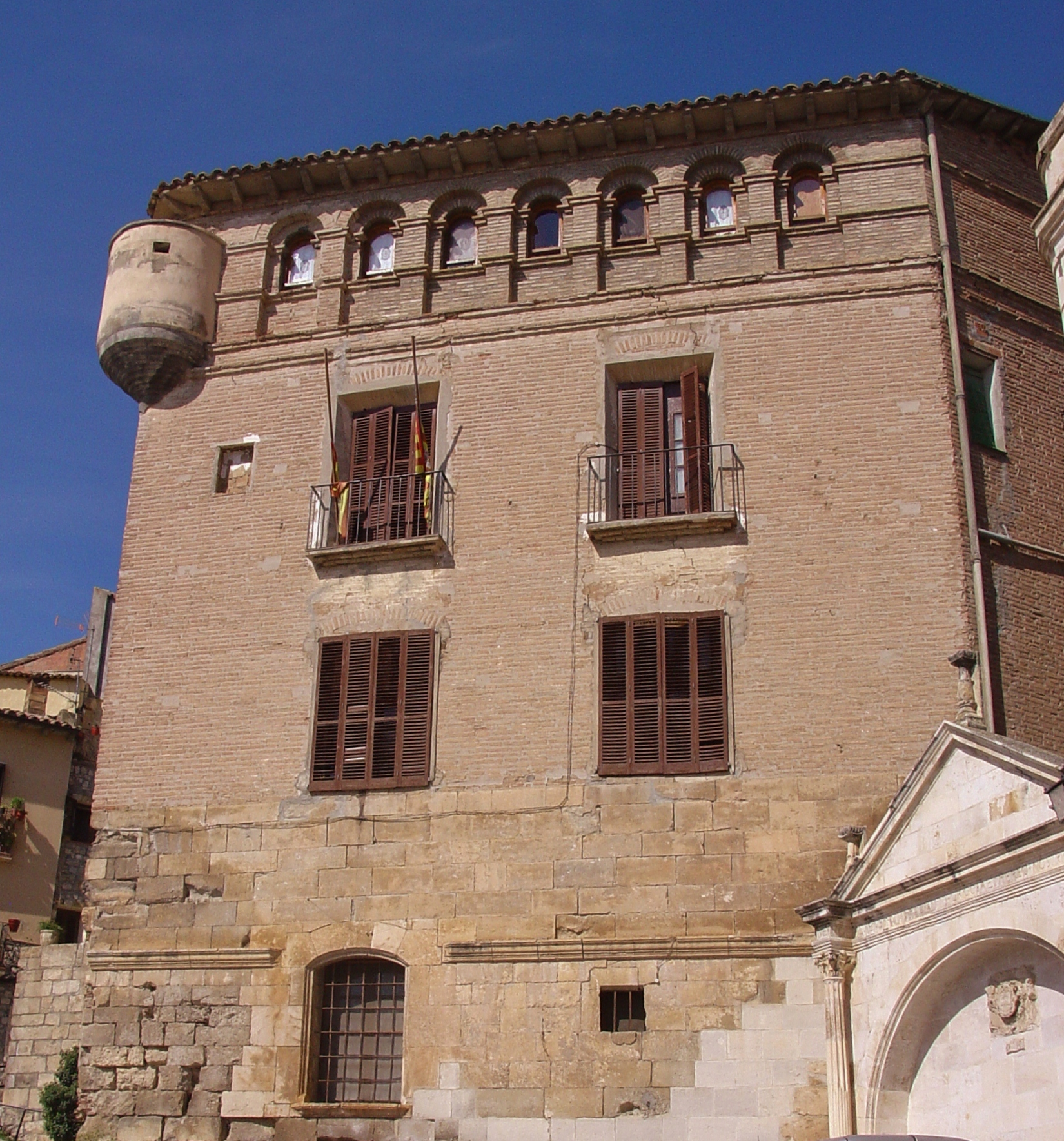
Palazzo Gómez Alba e la fontana
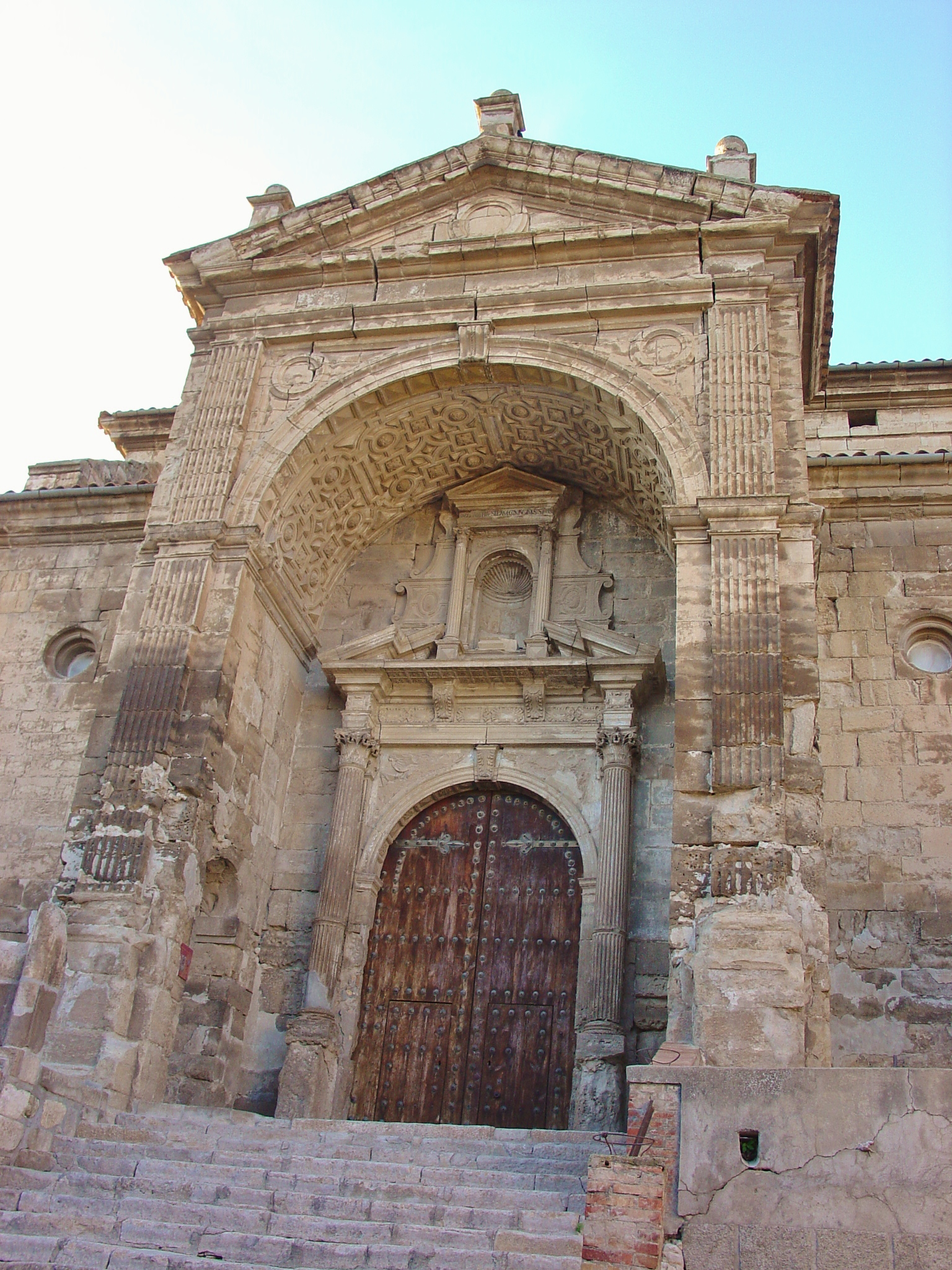
Nuestra Señora de la Asunción